# Nelson Dawidian
Nelson Amajakowicz Dawidian (ros. Нельсон Амаякович Давидян, orm. Նելսոն Դավիդյան; ur. 6 kwietnia 1950 w Güneyçartar, zm. 11 września 2016 w Kijowie) – radziecki zapaśnik walczący w stylu klasycznym. Srebrny medalista olimpijski z Montrealu 1976 w wadze do 62 kg.

## Kariera sportowa
Mistrz świata w 1974 i 1975; czwarty w 1977. Triumfator mistrzostw Europy w 1973 i 1980. Mistrz świata juniorów w 1973 i drugi w 1971.
Mistrz ZSRR w 1975 i 1976; drugi w 1972, 1973, 1974, 1977, 1978, 1979 i 1980; trzeci w 1981 roku.